# إندر تشيزل
إندر تشيزل (بالمجرية: Czeizel Endre)‏‏ (3 أبريل 1935 في بودابست - 10 أغسطس 2015 في بودابست) طبيب، وعالم وراثة، وأحيائي، من المجر.